# Manfred Hellmann (Fußballspieler)
Manfred Hellmann (* 16. August 1962 in Cloppenburg) ist ein ehemaliger deutscher Fußballspieler.

## Karriere
Bevor Manfred Hellmann mit seinem Wechsel zu Blau-Weiß 90 Berlin Profifußballer wurde, war er bei den Vereinen BV Cloppenburg, VfB Oldenburg und SV Atlas Delmenhorst aktiv. Blau-Weiß war, wie Hellmann, Neuling in der 2. Bundesliga. Der Verein, mit Manager und Mäzen Kropatschek, spielte gleich eine gute Rolle in der zweiten Liga und wurde 1984/85 Siebter. Ein Jahr später stieg man als Zweitplatzierter sogar in die Bundesliga auf, woran Hellmann als Stammspieler seinen Anteil hatte. Die Bundesligasaison endete allerdings mit dem direkten Wiederabstieg. Nach einer weiteren Saison in der 2. Bundesliga wechselte Hellmann zum Bundesligisten Bayer 05 Uerdingen. Dort konnte sich der Defensivakteur allerdings nicht gegen Spieler wie Holger Fach, Gerhard Kleppinger und Friedhelm Funkel durchsetzen und kam in zwei Jahren nur auf elf Einsätze. Er ging zurück nach Berlin und unterschrieb 1990 einen Vertrag bei Tennis Borussia. Mit TB Berlin wurde er Berliner Stadtmeister und war mit 16 Toren der zweiterfolgreichste Torschütze der Mannschaft. In der Aufstiegsrunde zur 2. Bundesliga scheiterte man.
Aus beruflichen Gründen verließ Hellmann seinen Verein nach einer Saison und kehrte zurück in seine Heimat. Er schloss sich dort seinem Heimatverein BV Cloppenburg an. 1994 beendete er seine Karriere. 1995/96 bestritt er ein letztes Spiel für den BV Cloppenburg, der inzwischen in der Regionalliga spielte.
Hellmann ist selbstständiger Kaufmann und spielt gelegentlich in der Alte-Herren-Mannschaft des BV Cloppenburg.

## Statistik
| Liga          | Spiele (Tore) |
| ------------- | ------------- |
| Bundesliga    | 044 0(1)      |
| 2. Bundesliga | 101 (12)      |
| Regionalliga  | 001 0(0)      |
| Wettbewerb    |               |
| DFB-Pokal     | 010 0(4)      |